# Wilhelm Hasemann

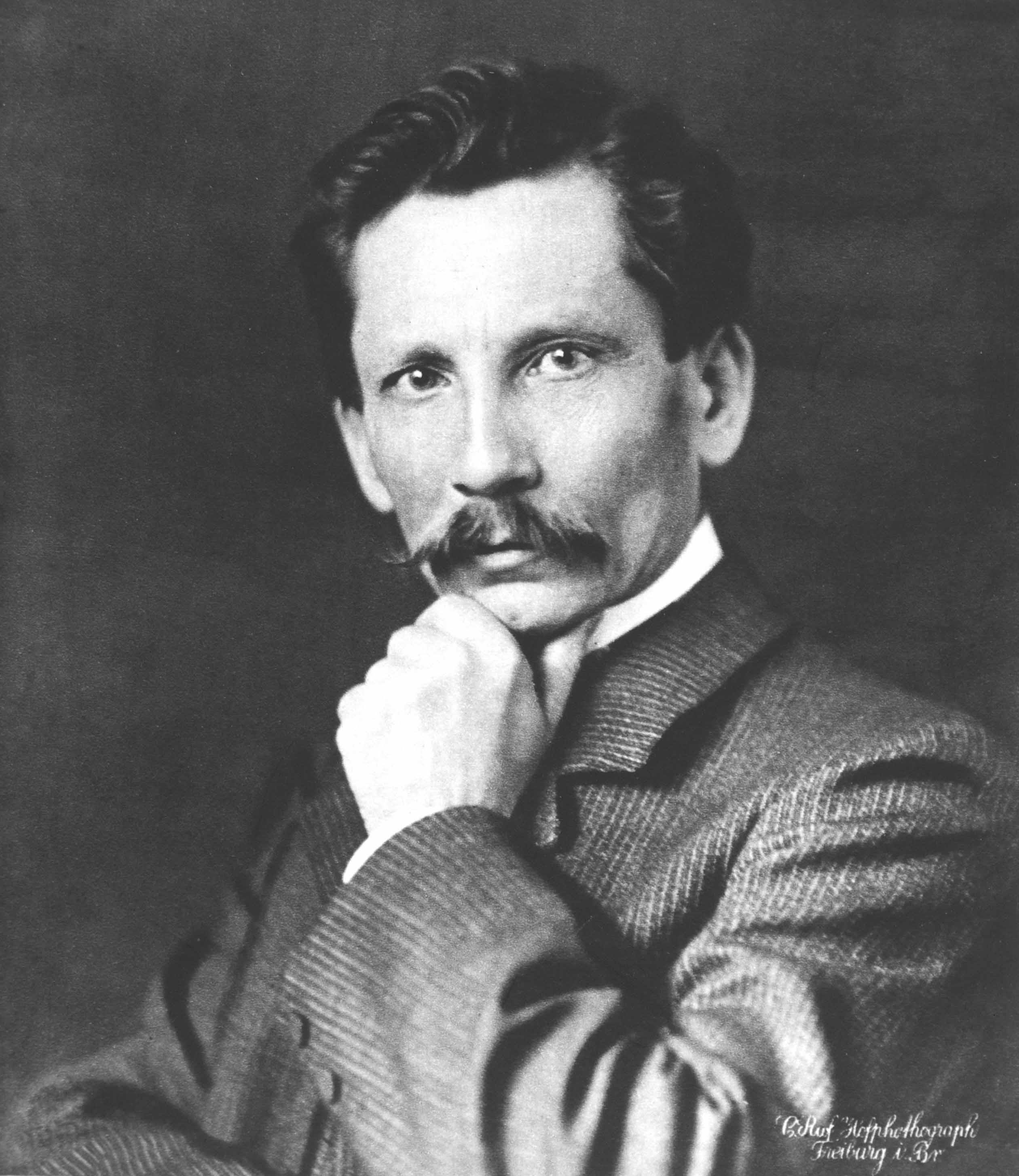
Wilhelm Hasemann

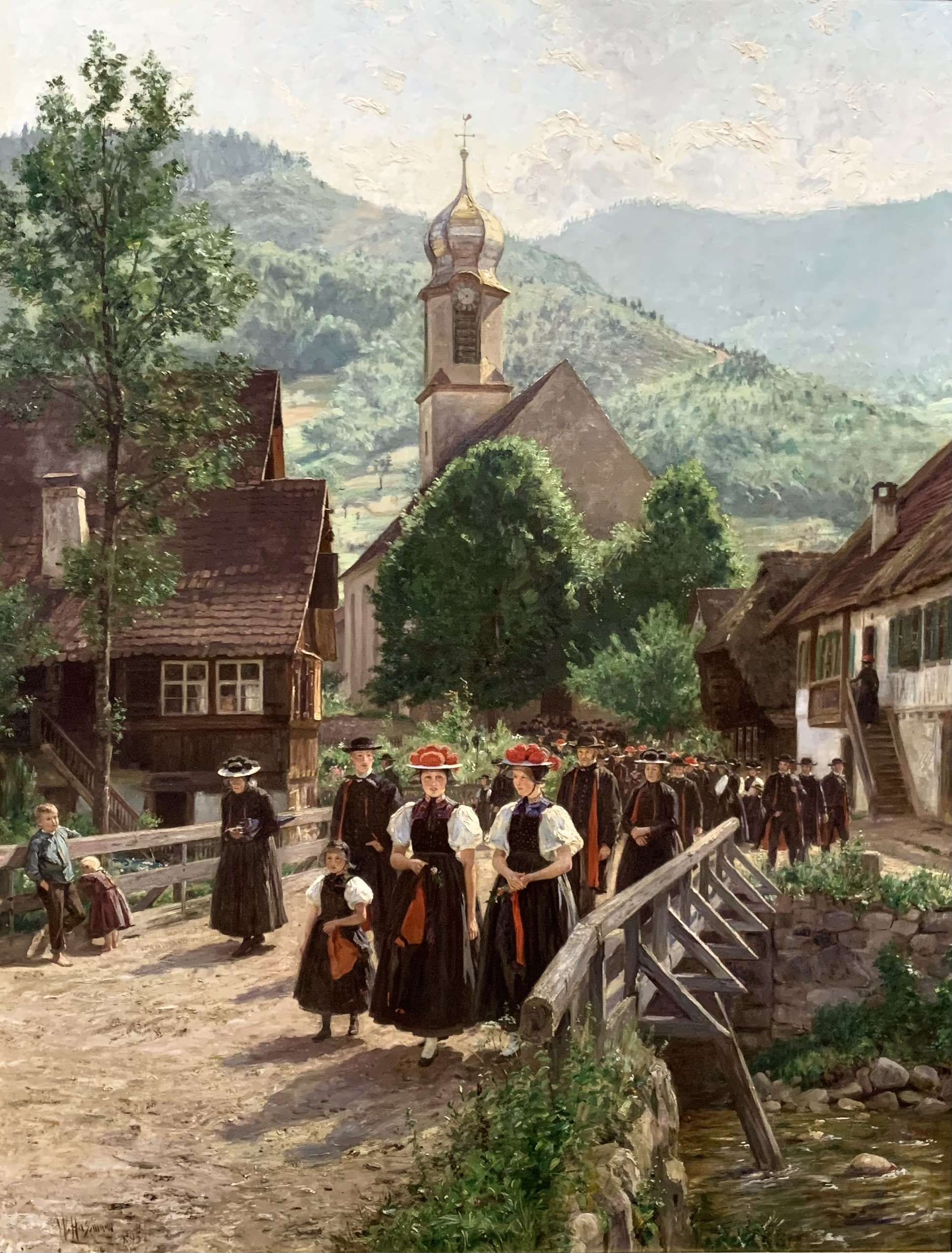
Kirchgang in Gutach (1895)

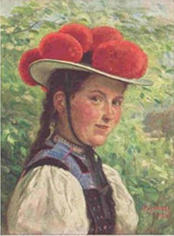
Gutacherin

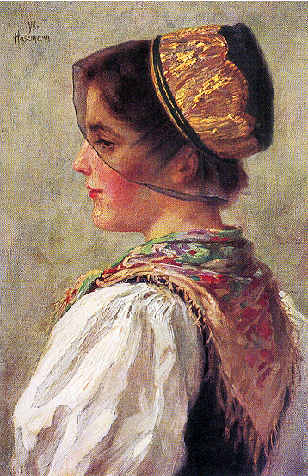
Mühlenbacherin

Wilhelm Hasemann (* 16. September 1850 in Mühlberg/Elbe; † 28. November 1913 in Gutach) war ein deutscher Landschafts- und Genremaler und Illustrator, der als „Schwarzwaldmaler“ bekannt wurde.

## Leben und Beruf
Wilhelm Hasemann, der einzige Sohn des Mechanikers Wilhelm Hasemann, besuchte in der Zeit von 1856 bis 1864 die Bürgerschule in seinem Heimatort Mühlberg. Anschließend arbeitete er zwischen 1865 und 1867 in den Werkstätten seines Vaters. Ein erstes bemerkenswertes Werk entstand 1866 mit dem Bild Verunglückte Schlittenpartie. Anschließend studierte er bis Juni 1872 an der Königlichen Akademie der Künste Berlin, mit einer mehrmonatigen Unterbrechung 1870 durch Dienst als Krankenpfleger im Deutsch-Französischen Krieg. Im Januar 1873 wechselte er für die Fortsetzung seiner Studien zu Karl Gussow an die Großherzoglich-Sächsischen Kunstschule in Weimar. Nach einem mehrmonatigen Aufenthalt 1879 in München ging er 1880 zu Gustav Schönleber an die Großherzoglich Badische Kunstschule Karlsruhe. Ein Auftrag der Cotta’schen Verlagsbuchhandlung zur Illustration von Berthold Auerbachs Novelle „Die Frau Professorin“ führte ihn 1880 nach Gutach. Angezogen vom Schwarzwald und seinen Menschen wurde er im Ort sesshaft. Er schloss sich der Weimarer Malerschule an und war im ausgehenden 19. Jahrhundert mit seinem Schwager Curt Liebich Gründer der Gutacher Malerkolonie.

## Künstlerisches Schaffen
Sein Werk umfasst vor allem Szenen aus dem ländlichen Leben in den unterschiedlichsten Techniken. Mit der Entdeckung der Gutacher Tracht und der Schwarzwaldgehöfte als künstlerisches Sujet prägten Hasemann und seine Gutacher Malerkollegen das Bild des Schwarzwalds. Wie der Heimatschriftsteller Heinrich Hansjakob waren sie Teil einer badischen Volkstrachtenbewegung. Ihre Werke wurden über illustrierte Zeitschriften und Bildpostkarten weit publiziert. Um die Wende zum 20. Jahrhundert fand beispielsweise Hasemanns Bild Kirchgang in Gutach, das Bollenhut-Trägerinnen zeigte, weite Verbreitung.

## Familie
Wilhelm Hasemann heiratete 1889 Luise geborene Lichtenberg aus seiner Heimatstadt Mühlberg. Sein Schwager war der Maler Curt Liebich, der auch in Weimar studierte und Hasemann erstmals 1891 in Gutach besuchte, um ihm Grüße aus Weimar zu überbringen. Hasemanns Neffe war der Berliner Bildhauer und Graphiker Arminius Hasemann. Sein Sohn Walter Hasemann wurde Badischer Landesgeologe.

## Ehrungen und Auszeichnungen
Hasemann war Ehrenbürger von Gutach. Er erhielt 1898 vom badischen Großherzog Friedrich I. den Titel „Professor“. In Gutach sind nach ihm die Grund- und Hauptschule sowie das Kunstmuseum benannt. Außerdem trägt die Schutzhütte auf dem Farrenkopf am Westweg zwischen Hausach und Schonach seinen Namen.
Im Stadtteil Waldsee der Stadt Freiburg im Breisgau erinnert ein Straßenname an den Maler Hasemann.

## Werke (Auswahl)
- Gemüsemarkt in einem Thüringer Gebirgsdorf (1874)
- Eine Kirmes in Thüringen (1877)
- Der Oberlehof (1883)
- Im Herrgottswinkel (nach 1883)
- Geteilte Freude, doppelte Freude (um 1884)
- Fleißige Hände (1885)
- Das Bild vom Schatz (1888)
- Vor der Wallfahrtskirche in Triberg (1891)
- Edle Reiser (1893)
- Erika (1894)
- Kirchgang in Gutach (1895)
- Schwarzwälder Spinnstube (1901)
- Sonntag im Gutachtal (1903)
- An der Gutach (1905)
- Karfunkelstadt (1906)
- Porträt des Pfarrers Heinrich Hansjakob (1907)
- Blühender Ginster (1907)

## Illustrationen
- Berthold Auerbach, Lorle, die Frau Professorin. Mit 72 Illustrationen von Wilhelm Hasemann. Stuttgart, Verlag der J. G. Cotta’schen Buchhandlung 1885.
- Theodor Storm, Immensee. Mit 25 Heliogravüren nach W. Hasemann und Professor Edmund Kanoldt. Leipzig, C. F. Amelangs Verlag, 1887.
- Wilhelm Jensen, Der Schwarzwald. Mit Illustrationen von Wilhelm Hasemann, Emil Lugo, Max Roman, Wilhelm Volz, Karl Eyth u. A. Berlin, H. Reuther’s Verlagbuchhandlung 1890.
- Heinrich Hansjakob, Der Vogt auf Mühlstein. Eine Erzählung aus dem Schwarzwald. Prachtausgabe mit acht Heliogravüren nach Original-Zeichnungen von Professor Wilhelm Hasemann. Freiburg im Breisgau, Herdersche Verlagsbuchhandlung, 1895.
- Heinrich Hansjakob, Waldleute. Erzählungen. Illustriert von W. Hasemann. Stuttgart, Verlag von Adolf Bonz & Comp. 1897.
- Heinrich Hansjakob, Erinnerungen einer alten Schwarzwälderin. Illustriert von W. Hasemann. Stuttgart, Verlag von Adolf Bonz & Comp. 1898.